# Zekeriyazade Yahya
Zekeriyâ-zâde Yahyâ Efendi (* 1552 in Ankara; † 1644) war ein osmanischer Theologe, Jurist und Dichter.

## Leben
Er war der älteste Sohn des Scheichülislam Bayrâm-zâde Zekeriyâ und erhielt daher eine fundierte theologische Ausbildung.
Mit Anfang dreißig wurde er Lehrer an der Atik Ali Paşa Medrese in Istanbul. Später lehrte er auch an der Haseki Sultan Medrese in Istanbul. Im Jahre 1595 wurde er zum Qādī in Aleppo bestellt. Es folgten Amtszeiten als Kadi u. a. in Bursa und Edirne. 1603 wurde er Kadi in Istanbul und anschließend Heeresrichter (Kazasker).
Im Jahr 1622 wurde er erstmals zum Scheichülislam bestellt. Diese Amtszeit dauerte nur ca. ein Jahr, nachdem der für seine Ehrlichkeit bekannte Yahya den Großwesir Kemankeş Ali Pascha wegen seiner Toleranz gegenüber der bei der Ämtervergabe verbreiteten Korruption gerügt hatte. Seine zweite Amtsperiode dauerte von 1625 bis 1632, die dritte von 1633 bis 1644. Kurz vor seinem Tod wurde er von Sultan Ibrahim entlassen.
Er gehörte zu den bedeutendsten Dichtern der ersten Hälfte des 17. Jahrhunderts.